# Петрухін Микола Дмитрович
Микола Дмитрович Петрухін (31 березня 1908, Баку — 27 березня 1944, Миколаїв) — стрілець 384-го окремого батальйону морської піхоти Одеської військово-морської бази Чорноморського флоту, матрос, Герой Радянського Союзу.

## Біографія
Народився 31 березня 1908 року в сім'ї робітника в Баку. Росіянин. Закінчив 7 класів. Працював на одному з нафтових підприємств Сураханів.
У Військово-Морських Силах з 1941 року. Служив у частинах берегової оборони Потійської військово-морської бази Чорноморського флоту.
Восени 1943 року брав участь у десантних операціях у містах Азовського узбережжя Маріуполь, Осипенко (нині Бердянськ), у боях на Кінбурнській косі, звільнення селищ Херсонської області Олександрівка, Богоявленське (нині Жовтневий) і Широка Балка.
У другій половині березня 1944 року війська 28-ї армії почали бої за звільнення міста Миколаєва. Щоб полегшити фронтальний удар наступаючих, було вирішено висадити в порт Миколаїв десант. Зі складу 384-го окремого батальйону морської піхоти виділили групу десантників під командуванням старшого лейтенанта Костянтина Ольшанського. До неї увійшли 55 моряків, 2 зв'язківця зі штабу армії і 10 саперів. Одним із десантників був матрос Петрухін.
Дві доби загін вів кровопролитні бої, відбив 18 запеклих атак противника, знищивши при цьому до 700 солдатів та офіцерів ворога. Під час останньої атаки фашисти застосували танки-вогнемети й отруйні речовини. Але ніщо не змогло зломити опір десантників, вони з честю виконали бойове завдання.
28 березня 1944 року радянські війська звільнили Миколаїв. Із руїн контори порту вийшло 6 уцілілих десантників, що ледве трималися на ногах, ще 2-х відправили в госпіталь. У руїнах контори знайшли ще чотирьох живих десантників, які померли від ран у цей же день. Героїчно полягли всі офіцери, все старшини, сержанти і більшість червонофлотців. Героїчно загинув і матрос М. Д. Петрухін.
Верховний Головнокомандувач наказав всіх учасників десанту представити до звання Героя Радянського Союзу.
Указом Президії Верховної Ради СРСР від 20 квітня 1945 року за зразкове виконання бойових завдань командування на фронті боротьби з німецькими загарбниками і виявлені при цьому відвагу і геройство матросу Петрухін Миколі Дмитровичу присвоєно звання Героя Радянського Союзу (посмертно) з врученням ордена Леніна і медалі «Золота Зірка».
М. Д. Петрухін похований у братській могилі в місті Миколаїв у сквері 68-ми десантників.

## Пам'ять
- Іменем 68-ми десантників названа вулиця в місті Миколаїв.
- Відкрито Народний музей бойової слави моряків-десантників.
- У Миколаєві у сквері імені 68-ми десантників встановлено пам'ятник.
- У селищі Жовтневому на березі Бузького лиману, звідки йшли на завдання десантники, встановлена меморіальна гранітна брила з пам'ятним написом.